# القريه العليا (السياني)

تعديل مصدري - تعديل

القرية العليا محلة تابعة لقرية عتاب، التابعة لعزلة الهادس بمديرية السياني إحدى مديريات محافظة إب في الجمهورية اليمنية.، بلغ تعداد سكانها 81 حسب تعداد اليمن لعام 2004.